# Plionarctos
Plionarctos es un género extinto de mamíferos de la familia Ursidae. Era una especie endémica de América del Norte y de Europa que anduvo por la tierra durante el Mioceno hasta el Pleistoceno, viviendo de 10.3 a 3.3 millones de años aproximadamente, existiendo por cerca de 7.1 millones de años.
El género Indarctos precede a Plionarctos por solo cerca de cien años, y fue contemporáneo de estos y compartió hábitat con ellos. Plionarctus precedió y también fue contemporáneo con Tremarctos floridanus, compartiendo hábitat con este.
Plionarctos es el género más viejo conocido de la subfamilia de los osos de hocico corto (Tremarctinae) endémico de América, y se cree como el ancestro del clado.

## Taxonomía
Plionarctos fue nombrado por Frick (1926). Su tipo es Plionarctos edensis. Fue asignado a Ursidae por Frick (1926) y Carroll (1988); y a Tremarctini por Hunt (1998).

### Especies
- Plionarctos edensis
- Plionarctos harroldorum

### Morfología
Dos especímenes fueron examinados por Legendre y Roth por peso corporal.
- El espécimen 1 fue estimado en: 165.5 kg
- El espécimen 2 fue estimado en: 25.3 kg

## Distribución fósil
- Ile de Ratonneau Breccia, Provenza, Francia ~800,000—100,000 Millones de años.
- Fort Green Mine, Polk County, Florida ~10.3—4.9 Millones de años.
- Taunton site, Adams County, Washington (P. harroldorum) ~4.9—1.8 Millones de años. (Plionarctos harroldorum)
- Pipe Creek Sinkhole, Grant County, Indiana (P. edensis) ~10.3—1.8 Millones de años.
- Palmetto Mine, Polk County, Florida ~7.9—7.8 Millones de años.
- Gray Fossil Site, Washington County, Tennessee ~7.0-4.5 Millones de años.